# プロメテック・ソフトウェア
プロメテック・ソフトウェア株式会社は、東京都文京区に本社を置き、CAE（Computer Aided Engineering）および可視化ソリューションを提供している日本の企業。
東京本社のほかに、名古屋オフィスがある。グループ会社として、持株会社であるプロメテックグループ株式会社、イタリアのEnginSoft S.p.Aと共同で設立した欧州統括会社「Particleworks Europe S.r.l.」と、GPUプラットフォーム事業などを展開する「GDEPソリューションズ株式会社」がある。

## 概要
プロメテック・ソフトウェアは、日本発のシミュレーション技術の事業化を推進する東大発ベンチャーとして、東京大学大学院工学系研究科の越塚誠一教授が考案した流体シミュレーション理論「粒子法」に基づく、革新的CAE（Computer Aided Engineering）ソリューションを提供する企業として創業された。
粒子法流体解析ソフトウェア「Particleworks」、粉体解析ソフトウェア「Granuleworks」の開発や、受託解析業務・流体解析/粉体解析コンサルティング業務を行ない、CAEソリューションの提供に取り組んでいる。2012年に韓国、2014年に台湾、2015年にイタリア、中国に代理店を設置するなど、グローバル展開を進めている。
映画「252生存者あり」「カムイ外伝」「海猿」 では、同社の流体シミュレータが採用されている。
2016年、NVIDIA社GPU製品を販売するグループ会社「GDEPソリューションズ」を設立。また、2019年には、イタリアのEnginSoft S.p.Aと共同で欧州統括会社「Particleworks Europe S.r.l.」を設立した。
持株会社制移行に伴い、従来のプロメテック・ソフトウェア株式会社はプロメテックグループ株式会社へと商号を変更し、CAE事業・HPC&可視化事業に関する権利義務を吸収分割の方法により承継するかたちで、プロメテックグループ株式会社の100%子会社として、新たなプロメテック・ソフトウェア株式会社が設立された。

## 企業理念
プロメテック・ソフトウェアは、シミュレーション技術とCG技術の融合によって実現される次世代のリアリティ“Computational Reality”で、新たな価値を創造し、計算科学の立場から、人々がいきいきと暮らせる社会の実現に向けてチャレンジを続けている。社名に織り込まれているのは、人類最初のテクノロジーというべき火をもたらした神（プロメーテウス）の名。世界中の人々に豊かな生活をもたらす『現代の火』、イノベーションを継続的に生み出す『グローバル・ソフトウェア企業』となることを目指している。

## 製品
- 流体解析ソフトウェア「Particleworks」

「Particleworks」は、MPS法（Moving Particle Simulation Method）を開発した東京大学大学院工学系研究科 越塚誠一教授の最新研究成果をベースに、日本発の流体解析ソフトウェアとして開発されている。
- 粉体解析ソフトウェア「Granuleworks」

「Granuleworks」は、離散要素法（DEM）の理論に基づく粉体解析ソフトウェア。2017年に「Granuleworks」バージョン1.0 がリリースされた。また、前述の粒子法CAEソフトウェア「Particleworks」と連成解析ができる。

## その他

### Prometech Simulation Conference (PSC)
プロメテック・ソフトウェアが年次で開催しているシミュレーション関係の産学連携カンファレンス。近年は、GPUを活用した製造業向けの可視化技術やAI/ディープラーニングのテーマも取り上げている。

### プロメテックCGリサーチ
プロメテック・ソフトウェアが所管するコンピュータグラフィックス（CG）研究所。コンピュータグラフィックス（CG）の研究開発、新たなコンテンツ・サービス等の開発を進める研究機関である。同機関の所長である西田友是氏は、CG界のノーベル賞とも呼ばれているスティーブン・A・クーンズ賞（The Steven A. Coons Award）をアジアで唯一の受賞した研究者。

### HPC WORLD
プロメテック・ソフトウェアとGDEPソリューションズが共同で運営幹事を務めるNVIDIA HPC SDKとOpenACCのユーザーコミュニティ。NVIDIA HPC SDKは、NVIDIA GPU上で動作するシミュレーションやAIテクノロジーの基盤となるソフトウェア開発ツールキット。HPC WORLDは、ソフトウェア開発者がNVIDIA GPUを活用するアプリケーション開発をHPCの技術面から支援している。NVIDIA HPC SDKに含まれるHPCコンパイラおよびPGIコンパイラに関する技術サポートを日本語で提供するほか、PGIコンパイラ関連技術としてOpenACC技術情報を公開し、HPC関連イベントやハードウェア、ソフトウェアなどの情報を発信している。

## 沿革

### 創業以前

#### 1996年
- 東京大学大学院工学系研究科の越塚誠一教授らが、水しぶきや構造物の破壊といった現象のシミュレーションを可能にする計算手法であるMPS（Moving Particle Simulation）法を発表。

#### 2002年
- 文部科学省ITプログラム「戦略的基盤ソフトウェアの開発」プロジェクトの次世代構造解析グループにおいて、シミュレーションとCGの融合を目指す研究会「ビジュアルエンジニアリング研究会」を設立（代表：越塚教授、幹事：藤澤智光）。

### 創業～2000年代

#### 2004年
- プロメテック・ソフトウェア株式会社を設立。

#### 2005年
- NHK（日本放送協会）と共同試験協定を締結（物理シミュレーション技術の放送番組制作への応用を検証）。

#### 2006年
- 日本SGI(株)と共同開発した防災向けシミュレーション製品「FLUIDSISTA」を日米で発表。[12]

#### 2007年
- 東京大学アントレプレナープラザに本社移転。
- (株)バンダイナムコゲームスより、プロメテック・ソフトウェアの物理エンジン「OctaveEngine Nature」を採用したアーケード版「鉄拳6」がリリース。[13]

#### 2008年
- (株)ソニー・コンピュータエンタテインメントより、プロメテック・ソフトウェアの物理エンジン「OctaveEngine Nature」を採用した「四季庭」がリリース。
- (株)ハドソンより、プロメテック・ソフトウェアの物理エンジン「OctaveEngine Casual」を採用したiPhone向け「AQUA FOREST Powered by OctaveEngine Casual」がリリース。

#### 2009年
- ゲーム事業部（ゲームエンジン開発事業）を分社化。
- 粒子法CAEソフトウェア「Particleworks」をリリース。

### 2010年代

#### 2010年
- 日本GPUコンピューティング有限責任事業組合（G-DEP）を設立。

#### 2011年
- 「次世代粒子法CAEソフトウェア開発」が、独立行政法人新エネルギー・産業技術総合開発機構（NEDO）の平成22年度第2回「イノベーション推進事業」として採択。[14]
- 「Particleworks Ver2.1」が、第23回「中小企業優秀新技術・新製品賞」（りそな中小企業振興財団・日刊工業新聞社共催）ソフトウェア部門「優秀賞」を受賞。[15]
- 「Particleworks」が、2011年東京都ベンチャー技術大賞「優秀賞」を受賞。[16]

#### 2012年
- 韓国に代理店（PRISM社）を設置。
- (株)構造計画研究所と資本・業務提携契約締結。
- 「Particleworks」が、第62回九都県市首脳会議において「平成24年九都県市のきらりと光る産業技術」として表彰される。[17]

#### 2013年
- ファンクションベイ(株)と代理店契約締結。

#### 2014年
- 台湾に代理店（Scientific Formosa Inc.）を設置。
- FunctionBay, Inc.（韓国）と代理店契約締結。
- 「Particleworks」が、日本計算工学会 平成25年度「技術賞」を受賞。[18]
- 大学発ベンチャー表彰2014（科学技術振興機構主催、文部科学省後援）において「文部科学大臣賞」を受賞。[19]

#### 2015年
- EnginSoft（イタリア）と代理店契約締結。
- 本郷第一ビルに本社移転。
- (株)ファソテックと代理店契約締結。
- 西日本支社を朝日会館（名古屋市中区）へ移転。

#### 2016年
- GDEPソリューションズ(株)を設立。

#### 2017年
- 粉体解析ソフトウェア「Granuleworks」ver1.0リリース。

#### 2018年
- PERA Global（中国）と代理店契約締結。
- 大阪支社を開設、西日本支社を名古屋支社に改称。
- 名古屋支社をラウンドテラス伏見（名古屋市中区）へ移転。

#### 2019年
- プロメテックCGリサーチを開設。
- 東京分室を開設。
- 大阪支社を堂島アクシスビル4階SYNTH（大阪市北区）へ移転。
- イタリアのEnginSoft S.p.Aと共同で欧州統括会社「Particleworks Europe S.r.l.」を設立。

### 2020年代

#### 2021年
- NVIDIA HPC SDKとOpen ACCのユーザーコミュニティ「HPC WORLD」 の運営を開始。

#### 2023年
- 会社分割による持株会社制へ移行。[20]

#### 2024年
- 情報セキュリティマネジメントシステム（ISMS）の国際標準規格「ISO27001」の認証を取得。[21]